# Euskobarómetro
Euskobarómetro és una sèrie de enquestes sociològiques sobre el País Basc realitzades cada sis mesos per un grup d'investigadors de la Universitat del País Basc. La seva base de dades inclou estudis sociològics des de la transició democràtica, i són per la seva extensió un referent a l'hora d'analitzar la societat basca. A causa de les característiques polítiques d'Euskadi, una part important dels sondejos es dedica a avaluar les opinions dels bascos sobre l'independentisme i el terrorisme, així com l'autogovern o la identitat nacional (basca, espanyola...).